# Neil Winter
Neil Stephen Winter (ur. 21 marca 1974 w Chippenham) – walijski lekkoatleta, specjalista skoku o tyczce, mistrz igrzysk Wspólnoty Narodów w 1994, olimpijczyk.
Na igrzyskach Wspólnoty Narodów reprezentował Walię, a na pozostałych dużych imprezach międzynarodowych Wielką Brytanię.
Dwukrotnie wystąpił na mistrzostwach świata juniorów. W 1990 w Płowdiwie odpadł w kwalifikacjach, a w 1992 w Seulu zajął 4. miejsce.
Zwyciężył na igrzyskach Wspólnoty Narodów w 1994 w Victorii, wyprzedzając Curtisa Heywooda z Kanady i Jamesa Millera z Australii. Ustanowił wówczas rekord igrzysk skokiem na wysokość 5,40 m. Odpadł w kwalifikacjach na igrzyskach olimpijskich w 1996 w Atlancie.
Był wicemistrzem Wielkiej Brytanii (AAA) w skoku o tyczce w 1996, a także mistrzem UK Championships w 1993 oraz mistrzem Walii w 1990, 1993 i  1996.
Jego rekord życiowy wynosił 5,60 m (ustanowiony 19 sierpnia 1995 w Enfield).